# Reprezentacja Izraela w hokeju na lodzie mężczyzn
Reprezentacja Izraela w hokeju na lodzie mężczyzn — kadra Izraela w hokeju na lodzie mężczyzn.

## Historia
Od 1991 roku jest członkiem IIHF.

## Reprezentanci
- Max Birbraer
- Daniel Erlich
- Eliezer Sherbatov